# Legnatia maculiscutis
Legnatia maculiscutis là một loài tò vò trong họ Ichneumonidae.